# يحيى سعدي
يحيى سعدي (من مواليد 10 ديسمبر 1922 في حي بلكور بالجزائر العاصمة) هو لاعب كرة قدم جزائري ومدرب سابق.

## حياته
يحيى سعدي من مواليد 10 ديسمبر 1922 بحي بلكور، بدأ مشواره الرياضي، مع أواسط نادي “راد ستار”لما كان عمره لا يتعدى 15 سنة، وبقي مع نفس الفريق إلى غاية 1952، وكان صاحب فكرة دمج نادي الوداد الرياضي لبلكور (المؤسس سنة 1947) مع نادي أتليتيك بلكور (بالفرنسية: Club Athletic de Belcourt (CAB))‏) (المؤسس سنة 1950).
غير أن محضر الاجتماع التأسيسي أشار إلى الأعضاء التالية أسماؤهم: عبد القادر بن شريف و قدور بوبكر ورشيد بودربال وجلول بوغيدة ومحمد بوخادمي ومرزاق بروبي وسيد أحمد شبري وعلي شعار والكامل حجي ومحمد حمودة وفرحات خميسة ومسعود ميراد وسيد علي تركي، لم يشر إلى يحيى سعدي.

## التدريب
في الفترة ما بين 1948 و 1952 كان يحيى سعدي، لا يزال لاعبا في نادي “راد ستار” و كان يدرب فريق وداد بلكور في نفس الوقت، قام يحيى سعدي، لتدريب شباب بلوزداد في الموسم الأول 1962 و 1963، بعدها درب منتخب الجزائر للأواسط من 1963 إلى 1967 وكان من مكتشفي لاعبين مثل سالمي، صالحي، بروزي، عبروق، هتفي، كاوة، بوفي، سيماون، قشرة، بلام حمدي، قاموح، بوزنبوعة، فلاحي، غورمان، حنكوش
حقق سعدي ثلاثة القاب مدربًا، بحيث فاز مع الفريق الوطني للشرطة، بالبطولة الأولى لشمال إفريقيا في الجزائر سنة 1967، وبعد ثلاث سنوات عاد بنفس اللقب من العاصمة الليبية طرابلس، وآخر لقب كان في سنة 1973 في مدينة طنجة المغربي[بحاجة لمصدر]